# Kom eens dichterbij
Kom eens dichterbij is een in 2013 verschenen single van de Nederlandse zanger Gordon, afkomstig van het album Liefde overwint alles. Het nummer heeft drie weken op de eerste plaats gestaan in de Single Top 100. 
Het is de tweede single van deze zanger die dat bereikt. De eerste keer was 22 jaar eerder met zijn debuutnummer Kon ik maar even bij je zijn in de Nederlandse Top 40. 
De single werd gelijk uitgebracht met twee andere singles. Deze waren minder succesvol. Dit waren Liefde overwint alles en So This Is Me. Deze hebben de Top 40 niet gehaald en zijn in de Single Top 100 op respectievelijk de 15de en 12de plaats blijven steken.
DJ Tony Star heeft een remix van dit nummer uitgebracht.

## Nederlandse Top 40
| Hitnotering: 21-09-2013 t/m 9-11-2014 | Hitnotering: 21-09-2013 t/m 9-11-2014 | Hitnotering: 21-09-2013 t/m 9-11-2014 | Hitnotering: 21-09-2013 t/m 9-11-2014 | Hitnotering: 21-09-2013 t/m 9-11-2014 | Hitnotering: 21-09-2013 t/m 9-11-2014 | Hitnotering: 21-09-2013 t/m 9-11-2014 |
| Week:                                 | 1                                     | 2                                     | 3                                     | 4                                     | 5                                     | 6                                     |
| ------------------------------------- | ------------------------------------- | ------------------------------------- | ------------------------------------- | ------------------------------------- | ------------------------------------- | ------------------------------------- |
| Positie:                              | 38                                    | 37                                    | 31                                    | 25                                    | 33                                    | 34                                    |

## Single Top 100
| Kom eens dichterbij in de Nederlandse Single Top 100 - binnen: 14 september 2013 | Kom eens dichterbij in de Nederlandse Single Top 100 - binnen: 14 september 2013 | Kom eens dichterbij in de Nederlandse Single Top 100 - binnen: 14 september 2013 | Kom eens dichterbij in de Nederlandse Single Top 100 - binnen: 14 september 2013 | Kom eens dichterbij in de Nederlandse Single Top 100 - binnen: 14 september 2013 | Kom eens dichterbij in de Nederlandse Single Top 100 - binnen: 14 september 2013 | Kom eens dichterbij in de Nederlandse Single Top 100 - binnen: 14 september 2013 | Kom eens dichterbij in de Nederlandse Single Top 100 - binnen: 14 september 2013 | Kom eens dichterbij in de Nederlandse Single Top 100 - binnen: 14 september 2013 | Kom eens dichterbij in de Nederlandse Single Top 100 - binnen: 14 september 2013 | Kom eens dichterbij in de Nederlandse Single Top 100 - binnen: 14 september 2013 | Kom eens dichterbij in de Nederlandse Single Top 100 - binnen: 14 september 2013 | Kom eens dichterbij in de Nederlandse Single Top 100 - binnen: 14 september 2013 | Kom eens dichterbij in de Nederlandse Single Top 100 - binnen: 14 september 2013 | Kom eens dichterbij in de Nederlandse Single Top 100 - binnen: 14 september 2013 | Kom eens dichterbij in de Nederlandse Single Top 100 - binnen: 14 september 2013 | Kom eens dichterbij in de Nederlandse Single Top 100 - binnen: 14 september 2013 |
| Week                                                                             | 1                                                                                | 2                                                                                | 3                                                                                | 4                                                                                | 5                                                                                | 6                                                                                | 7                                                                                | 8                                                                                | 9                                                                                | 10                                                                               | 11                                                                               | 12                                                                               | 13                                                                               | 14                                                                               | 15                                                                               | 16                                                                               |
| -------------------------------------------------------------------------------- | -------------------------------------------------------------------------------- | -------------------------------------------------------------------------------- | -------------------------------------------------------------------------------- | -------------------------------------------------------------------------------- | -------------------------------------------------------------------------------- | -------------------------------------------------------------------------------- | -------------------------------------------------------------------------------- | -------------------------------------------------------------------------------- | -------------------------------------------------------------------------------- | -------------------------------------------------------------------------------- | -------------------------------------------------------------------------------- | -------------------------------------------------------------------------------- | -------------------------------------------------------------------------------- | -------------------------------------------------------------------------------- | -------------------------------------------------------------------------------- | -------------------------------------------------------------------------------- |
| Nummer                                                                           | 64                                                                               | 9                                                                                | 1                                                                                | 1                                                                                | 1                                                                                | 2                                                                                | 5                                                                                | 6                                                                                | 11                                                                               | 13                                                                               | 21                                                                               | 39                                                                               | 46                                                                               | 70                                                                               | 92                                                                               | uit                                                                              |